# Mistrzostwa Polski w kolarstwie przełajowym 1973
Mistrzostwa Polski w kolarstwie przełajowym 1973 odbyły się w Jeleniej Górze.

## Wyniki
- Józef Pytowski (Górnik Klimontów)[2]
- Andrzej Jakubowski (Bug Wyszków)
- Witold Woźniak (Sarmata Warszawa)